# Koe no Katachi
Koe no Katachi (聲の形 lit. La forma de la voz?) es un manga japonés escrito e ilustrado por Yoshitoki Ōima. Koe no Katachi fue originalmente lanzado como un one-shot en febrero de 2011 en la revista Bessatsu Shōnen Magazine, antes de ser finalmente serializado por la revista Weekly Shōnen Magazine en agosto de 2013. El primer volumen tankōbon fue lanzado el 15 de noviembre de 2013. En España, la publicación está a cargo de la Milky Way Ediciones la cual publicó los 7 tomos recopilatorios en 2015 bajo el título A silent voice, y en Latinoamérica por la Editorial Panini.

## Argumento
La historia gira en torno a Shōko Nishimiya, una estudiante de primaria que es sorda de nacimiento y que al cambiarse de colegio comienza a recibir acoso escolar por parte de sus nuevos compañeros. Uno de los principales responsables es Shōya Ishida quien termina por forzar que Nishimiya se cambie de escuela. Como resultado de los actos contra Shoko las autoridades del colegio toman cartas en el asunto y el curso señala como único responsable a Ishida, quien comienza a sentir el acoso impuesto por sus propios compañeros, al mismo tiempo que termina aislándose de los que alguna vez fueron sus amigos. Años después, Ishida intenta corregir su mal actuar, buscando la redención frente a Nishimiya.

## Personajes
Shōya Ishida (石田 将也 Ishida Shōya?)
Personaje principal de la serie. En la escuela primaria era conocido como un buscapleitos, que junto a sus amigos Shimada y Hirose, realizaban "pruebas de valor" (tirarse al río). Fue el responsable de haber iniciado del bullying que provocó que Nishimiya tuviese que dejar la escuela. Posteriormente, él se transformó en víctima de acoso escolar, al ser señalado por todos sus compañeros como el único que molestaba; terminando así por aislarse del resto de sus compañeros y llegando incluso a pensar en el suicidio. Seis años más tarde, y al reflexionar acerca de lo ocurrido, intenta enmendar sus errores suicidándose, pero antes decide reencontrárse con Shoko y pedirle perdón, para ello estudia lenguaje de señas hasta dominarlo, sin embargo tras disculparse y trabar amistad con la muchacha desiste de su idea de quitarse la vida y decide quedarse junto a ella para ayudarla a recuperar la felicidad que años atrás le quitó.
Shōko Nishimiya (西宮 硝子 Nishimiya Shōko?)
Una niña sorda de nacimiento transferida al colegio y salón de Shouya. En el pasado, ha debido vivir burlas y maltratos de sus compañeros por su condición y así ha pasado de un colegio a otro. Al llegar, se vuelve víctima de Shouya, quien ve como un pasatiempo el agredirla a diario, esto ocasiona que Nishimiya quiera dejar de vivir. Poco tiempo después que su madre denuncia los abusos, se retira del colegio y es inscrita en un establecimiento especial donde estudia los siguientes seis años hasta que se reencuentra con Shouya, quien desea disculparse antes de suicidarse, sin embargo la amabilidad de la muchacha lo hace cambiar de parecer y comienzan a pasar cada vez más tiempo juntos hasta desarrollar sentimientos por Ishida.
Naoka Ueno (植野 直花 Ueno Naoka?)
Es una de las compañeras que se sentaban alrededor de Shouya en la escuela primaria, y una de las principales personas en molestar a Nishimiya, teniendo un gran lazo de complicidad con Shouya, con quien formaliza una amistad, pero al momento en que él es señalado por todos como el único abusador de Nishimiya, decide abandonarlo. Años después, decide reencontrarse con Shouya, citándolo en el Café de gatos donde trabaja. Posteriormente se revela que ella está enamorada de Ishida Shouya desde la escuela primaria, y sus celos hacia Nishimiya, pues ella cree que en un principio también está enamorada de Shouya.
Miki Kawai (川井 みき Kawai Miki?)
Durante la escuela primaria, ella era la jefa de grupo, por lo que contaba con una gran popularidad. Pese a su cargo, jamás hizo nada por evitar o intervenir en el acoso a Nishimiya, incluso se burló de ella junto a sus compañeros. Años después, sigue siendo la persona arrogante y oportunista que era en la primaria, además de ser la jefa de su grupo. Kawai se ve a sí misma como una persona que debe ser admirada por todos, haciendo menos a los demás. Ella revela en su nuevo grupo que Shouya era culpable del maltrato hacia Nishimiya, destruyendo por completo su reputación.
Miyoko Sahara (佐原 みよこ Sahara Miyoko?)
En la primaria, ella fue la única que se quería dedicar a aprender el lenguaje de señas para poderse comunicar con Nishimiya, por lo que fue rechazada por el resto de su grupo; a consecuencia de esto, comenzó a tomar clases en la enfermería de la escuela. En la preparatoria, ella sigue siendo compañera de Ueno, con quien llega a entablar lazos de amistad por compartir intereses por la moda. Cuando Sahara se reencuentra con Shouya, se vuelve a interesar en tener una amistad con Nishimiya, para lo que pone en práctica el lenguaje de señas que estuvo aprendiendo desde la primaria.
Yuzuru Nishimiya (西宮 結絃 Nishimiya Yuzuru?)
Es la hermana menor de Shouko. Ella tiene el cabello corto, además usa ropa poco femenina, por lo que frecuentemente es confundida con un niño. Al principio, Shouya piensa que ella es el novio de Nishimiya. Ella es bastante sobreprotectora con su hermana y odia a todos los que la hicieron sufrir en la primaria, en especial a Shouya, pero al ver que ha cambiado, deja de odiarlo y se convierte en su amiga, llegando a pasar mucho tiempo en su casa. Tiene un pasatiempo que consiste en tomar fotografías de animales muertos, algo que detesta su madre; después de descubre que empezó a hacer eso porque sabe que Shouko oculta tendencias suicidas y desea que vea lo horrible que es la muerte para que desista de tales ideas.
Tomohiro Nagatsuka (永束 友宏 Nagatsuka Tomohiro?)
Conoce a Shouya cuando intentan robar su bicicleta y él les da la suya en lugar de la de Nagatsuka. En pago a ese favor, recupera la bicicleta de Shouya, abandonada en un campo de arroz. Es un chico gordo, de baja de estatura y cabello afro, en palabras de Yuzuru, un peinado sexualmente sugestivo. Nagatsuka intenta relacionarse más con todos sus amigos enfocándose en realizar un cortometraje, donde todos participen; aunque en un tiempo se llegara a abandonar la idea, el proyecto continúa mientras Shouya está hospitalizado. Aunque jamás se revela, parece tener sentimientos por Yuzuru.
Satoshi Mashiba (真柴 智 Mashiba Satoshi?)
Es un chico que se interesa en unirse a la película de Nagatsuka para estar cerca de Shouya, para poder encajar en un grupo de amigos, pues no se considera una persona hábil para socializar. El no tolera en absoluto el maltrato hacia los demás, pues en la escuela primaria, él era molestado por sus cejas; entonces, decide evitar cualquier tipo de intimidación que presencie, sin importar el uso de la violencia. Kawai tiene sentimientos por él, así que cuando Mashiba entra a la película de Nagatsuka, ella también. Su deseo es convertirse en profesor para educar a los hijos de sus amigos.
Madre de Shouko y Yuzuru (硝子と結絃の母 Shōko to Yuzuru no Haha?)
Cuando Shouko fue diagnosticada con sordera y ella estaba embarazada de Yuzuru, su esposo le pidió el divorcio, lo que ocasionó que ella se convirtiera en el sustento de su hogar. Debido a su trabajo, no puede convivir a tiempo completo con sus hijas, así que pasa la mayor parte del tiempo distanciada de ellas, convirtiéndola en una mujer fría, que ignora muchos aspectos de la vida de Shouko y Yuzuru. En un principio odia a Shouya por el maltrato al que sometió a Shouko, pero después, al ver que es diferente y tras la muerte de su madre, lo logra aceptar dentro de su vida y las de sus hijas.
Ito Nishimiya (西宮 いと Nishimiya Ito?)
Abuela de Shouko y Yuzuru. Es quien procura por el bienestar de Shouko y Yuzuru en la ausencia de su madre por el trabajo. Cuando el padre de sus nietas las abandonó, ella estuvo junto a la madre de Shouko ayudando a criarlas, inclusive aprendió lenguaje de señas para poderse comunicar mejor con ella. Es quien compró una cámara fotográfica para Yuzuru y poderla apoyar en su pasatiempo de fotografiar animales muertos.
Madre de Shouya (将也の母 Shōya no Haha?)
Es una madre soltera de dos hijos y dueña de un salón de belleza. A menudo dejaba que los amigos de Shouya estuvieran en su casa durante la escuela primaria, después de haberse distanciado de ellos, Yuzuru era la que estaba más a menudo en su casa. Cuando Shouya fue señalado como el culpable del acoso dirigido a Nishimiya, ella va con la madre de esta a pedirle perdón y a pagarle los ¥ 1,700,000.00 que habían costado los aparatos auditivos de Nishimiya destrozados por su hijo. Al darse cuenta de los planes de suicidio de Shouya, ella decide buscar una manera de evitar que él tome esta decisión.
Kazuki Shimada (島田 一旗 'Shimada Kazuki'?)
Es un amigo de Shouya durante la escuela primaria, con quien realizaba sus "pruebas de valor". Cuando Shouya es señalado por el grupo como el abusador de Nishimiya, él se vuelve el cabecilla del acoso en contra suya, robando sus zapatos, golpeándolo y escribiendo insultos en su escritorio. Años después, se reencuentra con Shouya en el parque de diversiones donde trabaja, pero no quiere volver a ser su amigo, al parecer por su arrepentimiento. Cuando Shouya cae al río intentando salvar a Nishimiya, él lo rescata, pidiéndole a ella que no se lo hiciera saber a Ishida. Ueno lo contacta para realizar la banda sonora de la película de Nagatsuka.
Keisuke Hirose (広瀬 啓祐 Hirose Keisuke?)
Es otro de los amigos de Shouya durante la escuela primaria, con quién también llevaba a cabo las "pruebas de valor". Cuando Shimada se vuelve el cabecilla del acoso hacia Shouya, él se convierte en cómplice, llegando a golpear a Shouya junto a Shimada. Ayudó a Shimada a rescatar a Shouya cuando él cayó al río.
Takeuchi (竹内?)
Es el profesor del grupo de Shouya y Nishimiya durante la primaria. Aunque nunca lo expresó con palabras, su actitud dejaba en evidencia que veía a Nishimiya como una molestia que estaba obligado a tolerar, por ello, permaneció indiferente a mucho del maltrato hacia la niña hasta que la madre de esta denunció al salón completo con el director, momento en que encaró a los niños fingiendo no saber nada al respecto; entonces, cuando Shouya fue señalado como el único perpetrador del acoso, hizo causa común con los demás alumnos y cargó toda la culpa sobre él impidiéndole confesar que el resto del salón también participó. Cuando Shouya comenzó a sufrir de maltrato por parte de sus compañeros y él le dijo lo que sucedía, se negó a creer en sus palabras y siguió culpándolo de diversas situaciones aun cuando él era inocente.
Kita (喜多?)
Es la profesora de música de la primaria de Shouya, y al igual que Sahara, fue la única de los profesores que decidió llevarse bien con Nishimiya pese a su discapacidad, llegando a proponer que los alumnos aprendieran el lenguaje de señas para poder comunicarse con Nishimiya; además de incluirla en el coro de un concurso de canto, donde perdió debido a que Nishimiya no pudo cantar de forma correcta la canción que debían.
Maria Ishida (石田 マリア Ishida Maria?)
Es la hija de la hermana mayor de Shouya y sobrina suya. Su padre es de origen brasileño. Pasa el mayor tiempo siendo cuidada por la madre de Shouya, aunque también es muy unida a Shouya y posteriormente a Yuzuru.
Hermana mayor de Shouya (将也の姉 Shōya no Ane?)
Es la primera hija de la madre de Shouya, hermana mayor de este y madre de Maria. Durante su juventud, tuvo una gran cantidad de parejas, pero al final se quedó con un brasileño de nombre Pedro, con quien tuvo a Maria. Al final del manga, se revela que está embarazada por segunda ocasión. Curiosamente, su rostro jamás se muestra en la historia.

## Contenido de la obra

### Manga
Koe no Katachi comenzó como un one-shot escrito e ilustrado por Yoshitoki Ōima, publicado en 2011 por Bessatsu Shōnen Magazine. En agosto de 2013, empezó a publicarse como una serie en Shūkan Shōnen Magazine hasta finalizado con el capítulo 62 en noviembre de 2014. La serie se compiló en siete tankōbon publicados por Kōdansha, desde noviembre de 2013 hasta diciembre de 2014.

#### Volúmenes
Lista de volúmenes del manga.
| Tomo | Fecha de publicación    | ISBN                   |
| ---- | ----------------------- | ---------------------- |
| 1    | 15 de noviembre de 2013 | ISBN 978-4-06-394973-5 |
| 2    | 17 de enero de 2014     | ISBN 978-4-06-395004-5 |
| 3    | 17 de marzo de 2014     | ISBN 978-4-06-395036-6 |
| 4    | 17 de junio de 2014     | ISBN 978-4-06-395111-0 |
| 5    | 16 de agosto de 2014    | ISBN 978-4-06-395165-3 |
| 6    | 17 de octubre de 2014   | ISBN 978-4-06-395221-6 |
| 7    | 17 de diciembre de 2014 | ISBN 978-4-06-395268-1 |

### Película
En el último capítulo del manga, publicado en la edición n.º 51 del 2014 del Shūkan Shōnen Magazine publicado por Kōdansha, se anunció que Koe no Katachi contaría con una adaptación animada. En el séptimo y último tankōbon del manga, publicado en diciembre del 2014 se dio la noticia que la adaptación animada que se había anunciado antes, sería en forma de película. Hasta octubre del 2015, se dio a conocer que la película sería animada por Kyoto Animation (que ha animado series como Suzumiya Haruhi no Yūutsu, CLANNAD, Hyōka, Hibike! Euphonium, etc.) y dirigida por Naoko Yamada (directora de series como K-ON! y Tamako Market, del mismo Kyoto Animation). Además, en diciembre del 2015 se confirmó que Shochiku distribuiría la película en Japón y que esta se estrenaría durante la temporada de otoño de 2016. En abril de 2016 se puso en línea la página oficial de la película; con ella se reveló también su teaser y su póster preliminar, además de anunciarse la participación de Reiko Yoshida (Non Non Biyori, Yowamushi Pedal, etc.) para trabajar en el guion y de Futoshi Nishiya (Nichijō, Free!, etc.) en el diseño de personajes. La película se estrenó el 17 de septiembre de 2016.

## Recepción
El segundo tomo del manga vendió 60,975 copias durante su primera semana de publicación, siendo el duodécimo manga más vendido de dicho periodo. Posteriormente el tomo logró vender más de 144 mil copias.
Su autora, Yoshitoki Ōima, ha sido reconocida con el "Premio al nuevo artista" en la 19.ª edición del Premio Cultural Tezuka Osamu.
El manga es parte de la lista de las Mejores novelas gráficas para jóvenes en su edición de 2017 de la Asociación de Jóvenes Adultos Biblioteca Servicios (YALSA), perteneciente a la American Library Association.